# Аматер
Аматер (од латинског amā- и -tōr – amātōr — „љубитељ”) је особа која се бави нечим због љубави, задовољства или забаве, а не због финансијске користи, односно непрофесионално.
Човек који се неком научном или уметничком облашћу бави без посебног образовања у тој области, и то не као својом професијом.

## Примери
- аматерски спортиста
- радио-аматер
- аматерски спелеолог
- аматерски позоришни глумац
- аматерски метереолог – метеоаматер
- аматерски астроном